# Musée des débuts de l'aviation
Le musée des Débuts de l'aviation est un musée d'histoire situé à Douzy (Ardennes), sur l'aérodrome de Sedan - Douzy, route de Mouzon.
Il retrace les débuts de l'histoire de l'aviation, et, en particulier, l'apport assez exceptionnel de Roger Sommer, un des hommes à l'origine de l'aviation et de l'industrie aéronautique française.
Roger Sommer est le premier français à s'être emparé du record du monde de durée de vol créé par les aviateurs américains Orville et Wilbur Wright. Cette compétition autour de la durée de vol, au-delà de sa valeur symbolique, a été déterminante dans l'évolution de l'aviation. D'autres pilotes et d'autres exploits sont également présentés.

## Historique
Le musée est inauguré en septembre 1989.
L’Association des amis du début de l'aviation est à l'origine de la reconstitution du biplan de 1910, pièce majeure du musée.
Le musée a été remanié trois fois depuis sa création, dont la dernière fois en 2010  à l'occasion du centième anniversaire du record du monde de durée de vol de Roger Sommer. Pour cette nouvelle présentation, il a été fait appel à des professionnels du spectacle, la société MDA. Ce musée, même s'il dispose de moyens modestes, cherche en effet à adapter sans cesse ses choix pour renouveler le plaisir des visiteurs et répondre à l'évolution de leurs attentes.

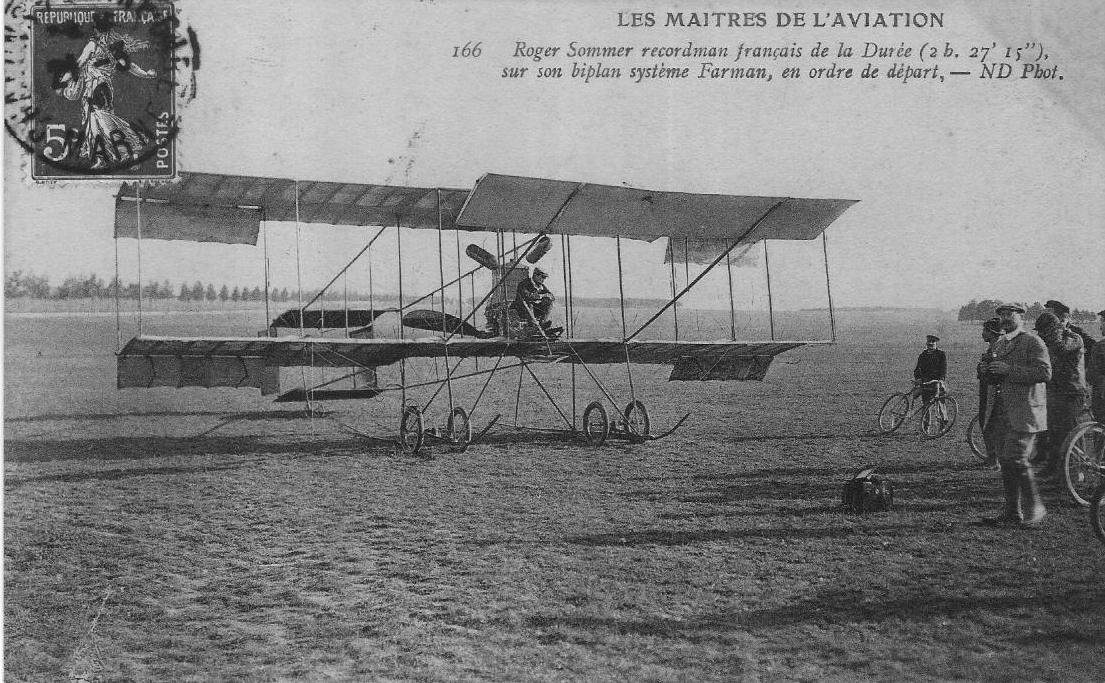
Roger Sommer, recordman français de la durée 2h 27 minutes 15 secondes, sur son biplan Farman en ordre de départ.
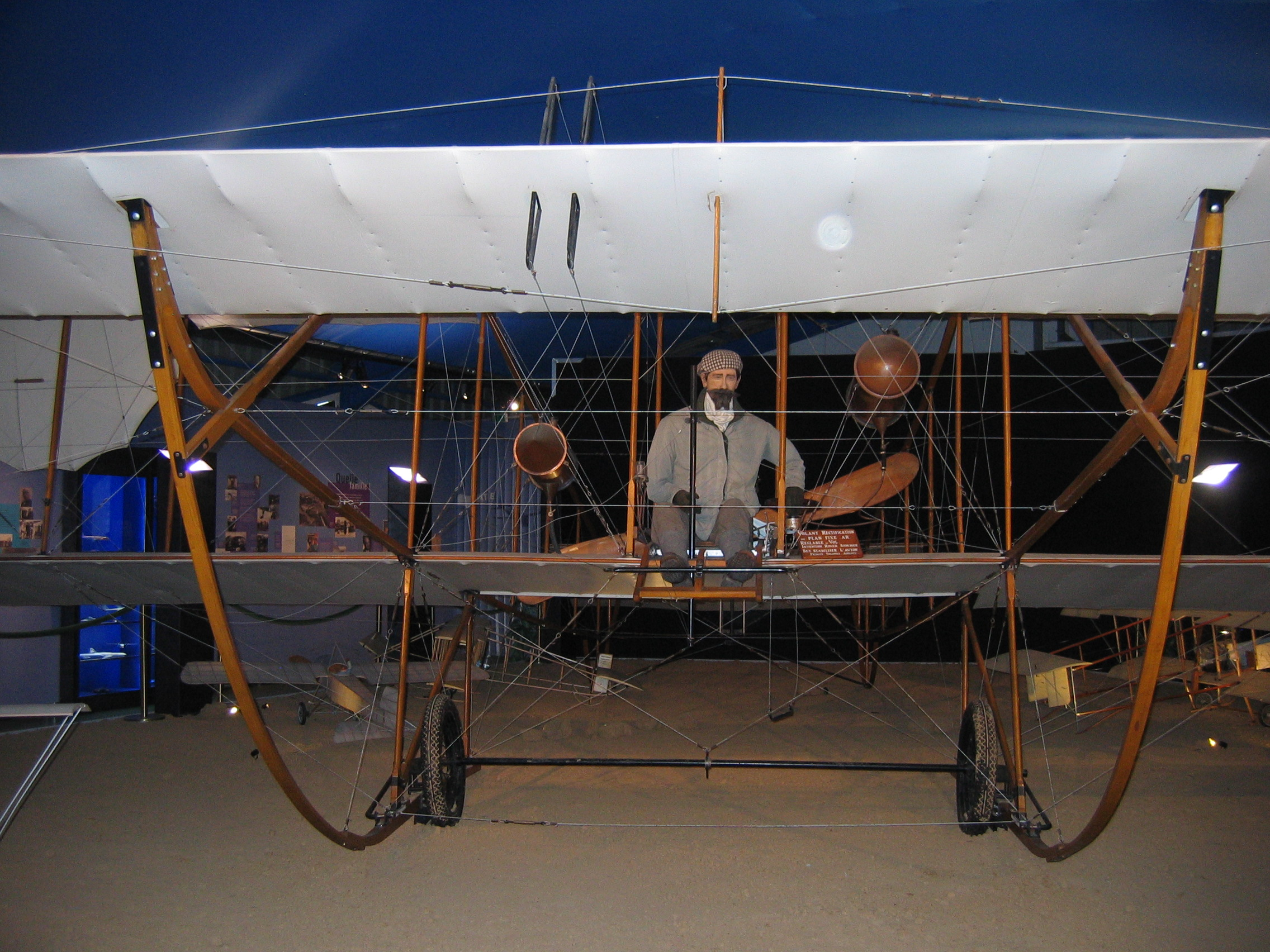
Reconstitution à l'échelle réelle du biplan de 1910 de Roger Sommer.

## Collections
Sur le parcours du visiteur, outre les documents et cartes postales, des écrans permettent de visionner des petits films existants sur les exploits du début de l'aviation. Le musée permet aussi de découvrir les premiers hangars de l'aérodrome lors de sa construction.
Mais un des éléments majeurs de ce musée est la reconstitution à l'échelle réelle du biplan de 1910 de Roger Sommer.
Les fils de Roger Sommer sont également cités : François, l'aîné, Pierre, l'industriel, et Raymond, coureur automobile vainqueur deux fois au Mans, mort en course en 1950 sur le circuit de Cadour.
D'autres pilotes ardennais sont présents dans l'exposition, notamment Henri Brégi, un Sedanais qui survola le premier l'Afrique et l'Argentine, et le colonel François de Puilly-et-Charbeaux, auteur de nombreux raids aériens dans le monde avant la Seconde Guerre mondiale et qui, affecté au cabinet du Pierre Cot, ministre de l'Air de l'époque, a fait beaucoup pour la création d'aérodromes militaires permanents ou auxiliaires comme celui de Douzy.
Le musée présente aussi plusieurs modèles d'avion construits dans les ateliers de fabrication des aéroplanes Sommer, à Mouzon, avant la Première Guerre mondiale, et testés sur l’aérodrome de Douzy.